# Arnfinn Heje
Arnfinn Kolbjørn Heje (Oslo, 26 oktober 1877 – Oslo, 29 januari 1958) was een Noors zeiler.
Heje won tijdens de Olympische Zomerspelen 1912 in het Zweedse Stockholm de gouden medaille in de 12 meter klasse.

## Olympische Zomerspelen
| Jaar | Plaats    | Resultaten      |
| ---- | --------- | --------------- |
| 1912 | Stockholm | 12 meter klasse |

1908: John Aspin / John Buchanan / James Bunten / Arthur Downes / John Downes / David Dunlop / Thomas Glen-Coats / John Mackenzie / Albert Martin / Gerald Tait ·
1912: Johan Anker / Nils Bertelsen / Eilert Falch-Lund / Halfdan Hansen / Arnfinn Heje / Magnus Konow / Alfred Larsen / Petter Larsen / Christian Staib / Carl Thaulow
1920 (model 1907): Halvor Birkeland / Rasmus Birkeland / Lauritz Christiansen / Halvor Møgster / Hans Næss / Henrik Østervold / Jan Østervold / Kristian Østervold / Ole Østervold ·
1920 (model 1919): Arthur Allers / Martin Borthen / Johan Friele / Kaspar Hassel / Erik Ørvig / Olaf Ørvig / Thor Ørvig / Egill Reimers / Christen Wiese